# Goffredo Jaja
Goffredo Jaja (Visso, 15 marzo 1874 – Visso, 17 dicembre 1950) è stato un geografo italiano.
Fu insegnante all'Accademia navale di Livorno dal 1912 al 1926 e professore all'Università di Genova dal 1927 al 1943. Nel 1936 ricostruì la storia del porto di Genova. A lui è dedicato un parco naturale nella città natale.

## Opere
- Etiopia commerciale, Società Geografica Italiana, 1909.
- Il porto di Genova, Roma, Anonima Romana Editoriale, 1936.